# Osteopilus dominicensis
Osteopilus dominicensis es una especie de anfibios de la familia Hylidae.
Habita en La Española y en las pequeñas islas circundantes.
Sus hábitats naturales incluyen bosques tropicales o subtropicales secos, montanos secos, zonas de arbustos, pantanos, lagos de agua dulce permanentes e intermitentes, marismas de agua dulce, corrientes intermitentes de agua, tierra arable, pastos, plantaciones, jardines rurales, áreas urbanas, zonas previamente boscosas ahora muy degradadas, zonas de almacenamiento de aguas, estanques, tierras de irrigación, zonas agrícolas inundadas, canales y diques.